# Avenue Léon-Bourgain
Ne pas confondre avec l'avenue Bourgain d'Issy-les-Moulineaux.
L'avenue Léon-Bourgain est une voie de la commune française de Courbevoie.

## Situation et accès
Cette avenue est accessible par la gare de Bécon-les-Bruyères et par la station de métro Pont de Levallois - Bécon sur la ligne 3 du métro de Paris.

## Origine du nom
Cette voie de communication adopta le nom de l’avenue Léon-Bourgain en hommage au dernier propriétaire des usines automobiles « La Licorne » qui se trouvaient à l'angle de la rue Armand-Silvestre et de la rue Adolphe-Lalyre (anciennement rue Mathilde).

## Bâtiments remarquables et lieux de mémoire
- Parc des Couronnes.

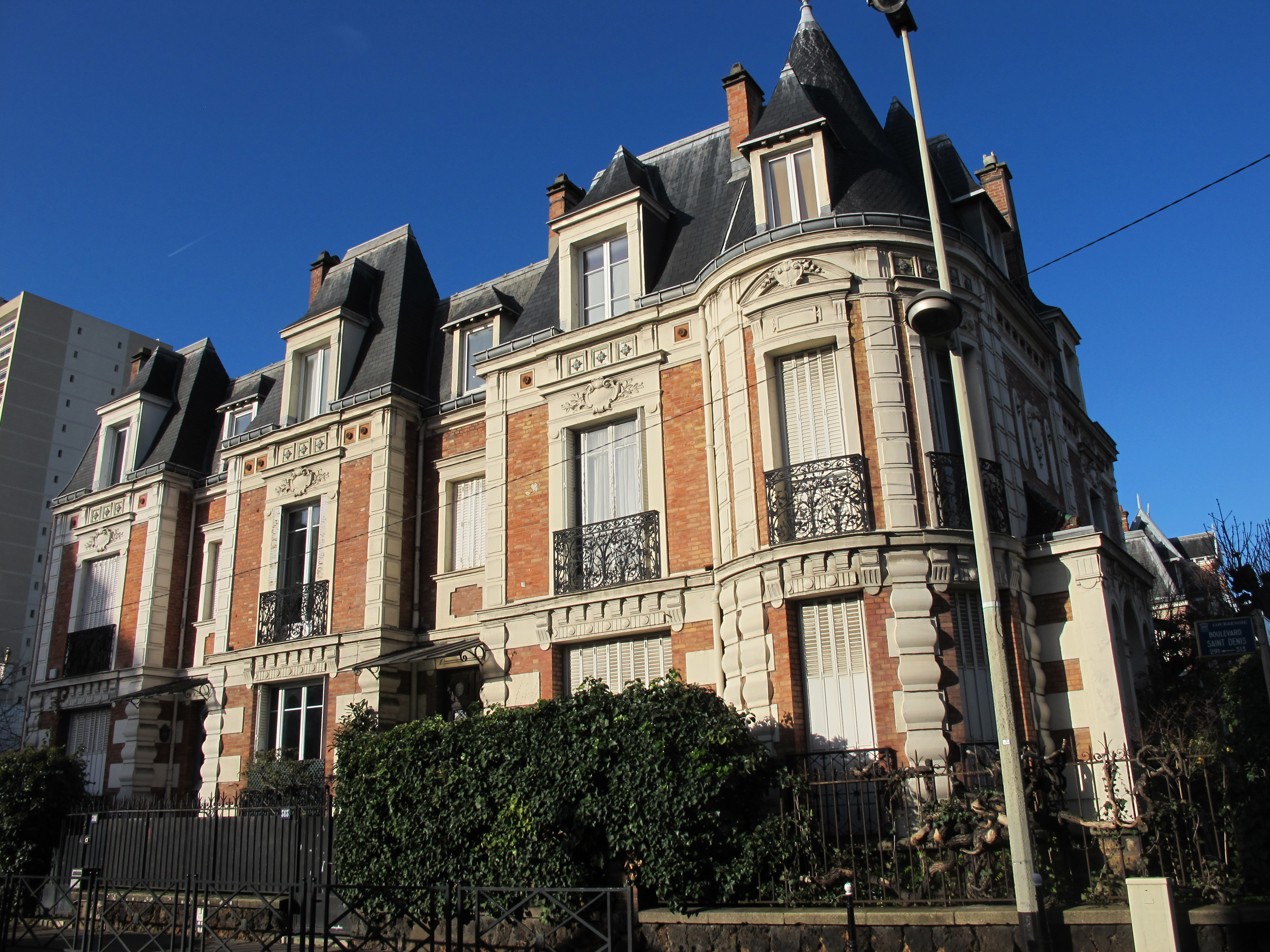
Au 317, boulevard Saint-Denis.

- À l'angle du boulevard Saint-Denis, deux groupes de maisons mitoyennes construites en 1895 par l'architecte Paul Barbey, inscrites à l'inventaire général du patrimoine culturel.
- Sur l'avenue, se trouvent encore quelques demeures aux parements et décors extérieurs élaborés[4]. L'une d'elles, au no 11, ancien hôtel particulier[5], appartint longtemps à la ville de Courbevoie[6].